# کورت-یلگا
کورت-یلگا (انگلیسی: Kurt-Yelga) یک شهرک در شهرستان کوگارچینسکی جمهوری باشقیرستان در کشور روسیه است.